# Lush Life (chanson de Zara Larsson)
Singles de Zara Larsson
Uncover
(2013) Never Forget You
(2016)
Pour l’article homonyme, voir Lush Life (chanson de Billy Strayhorn).
Lush Life est une chanson de la chanteuse Zara Larsson sorti en 2015. 
La chanson est sortie en tant que premier single de son deuxième album studio So Good.

## Performance commerciale
Lush Life a dominé les charts suédois pendant cinq semaines, devenant ainsi le deuxième numéro un des singles dans son pays d'origine, tout comme le Mexique et la Pologne. Il a également culminé au deuxième rang au Danemark, en Irlande (où il a passé 17 semaines consécutives dans le top 10) et en Norvège, au troisième rang des Pays-Bas, au Royaume-Uni et à la Suisse (après une ascension de 11 semaines) et au quatrième rang en Allemagne. , Autriche et Australie, et numéro six en Finlande. La chanson a fait ses débuts au numéro 97 du Billboard Hot 100 en juillet 2016 après avoir culminé au numéro deux du classement Bubbling Under Hot 100 , où elle a passé 27 semaines. Lush Life a été diffusé plus de 700 millions de fois sur Spotify.

## Clip de musique
Il y a trois vidéos pour Lush Life. Le premier a été réalisé par Måns Nyman, qui avait précédemment réalisé le clip de Bad Boys, pour la sortie originale de la chanson en Suède. La première version montre Larsson en train de danser devant un fond blanc, ainsi que des scènes d'elle couchée, portant des lunettes de soleil et composant un téléphone.
La deuxième version est une version recoupée de la première avec la coloration et les effets visuels ajoutés, qui a été diffusée sur les marchés internationaux. La version internationale de la vidéo a déjà été vue plus de 600 millions de fois sur YouTube .
La troisième vidéo, réalisée pour le film américain Lush Life, a été diffusée le 5 juillet 2016. Elle a été réalisée par Mary Clerté. La vidéo montre Larsson en train de danser dans des décors aux teintes pastel. Certaines séquences comportent des danseurs de renfort et un amour porté par Eyal Booker.

## Dans la culture populaire
Lush Life a été présenté dans plusieurs séries télévisées et télénovelas, notamment Super Shore , El camionero , Preciosas et The Bold Type . [ citation nécessaire ]
Au Chili, la chanson était en vedette vêtements commerciaux Marquis à Ripley.
Lush Life est présenté sur Just Dance 2019 dans le cadre de Just Dance Unlimited

## Titres
| 1. | Lush Life | 3:21 |

| 1. | Lush Life                    | 3:22 |
| 2. | Lush Life (Alex Adair Remix) | 3:34 |

| 1. | Lush Life (Alex Adair Remix)             | 3:34 |
| 2. | Lush Life (Zac Samuel Remix) (Extended)) | 5:17 |

| 1. | Lush Life (Zac Samuel Remix) (Extended) | 5:17 |

| 1. | Lush Life (featuring Tinie Tempah)                   | 3:20 |
| 2. | Lush Life (featuring Tinie Tempah) (Dancehall Remix) | 3:23 |

| 1. | Lush Life (acoustic version) | 3:22 |

## Classement et Certification

### Classement
| Classement (2015)                       | Meilleure position |
| --------------------------------------- | ------------------ |
| Allemagne (Media Control AG)            | 7                  |
| Australie (ARIA)                        | 4                  |
| Autriche (Ö3 Austria Top 40)            | 4                  |
| Belgique (Flandre Ultratip 100)         | 2                  |
| Belgique (Wallonie Ultratop 50 Singles) | 11                 |
| Canada (Hot 100)                        | 69                 |
| Danemark (Tracklisten)                  | 2                  |
| Écosse (OCC)                            | 3                  |
| Espagne (PROMUSICAE)                    | 8                  |
| Finlande (Suomen virallinen lista)      | 6                  |
| France (SNEP)                           | 23                 |
| France (SNEP Streaming)                 | 36                 |
| France (SNEP Radio)                     | 13                 |
| Hongrie (Rádiós Top 40)                 | 5                  |
| Irlande (IRMA)                          | 2                  |
| Israël (Media Forest)                   | 2                  |
| Italie (FIMI)                           | 20                 |
| Mexique (International Airplay)         | 25                 |
| Norvège (VG-lista)                      | 2                  |
| Nouvelle-Zélande (RMNZ)                 | 8                  |
| Pays-Bas (Single Top 100)               | 3                  |
| Pays-Bas (Nederlandse Top 40)           | 3                  |
| Pologne (ZPAV)                          | 3                  |
| Tchéquie (IFPI Rádio)                   | 8                  |
| Russie (Russia Top20)                   | 8                  |
| Royaume-Uni (UK Singles Chart)          | 3                  |
| Slovaquie (IFPI Rádio)                  | 2                  |
| Slovénie (Slo Top50)                    | 13                 |
| Suède (Sverigetopplistan)               | 1                  |
| Suisse (Schweizer Hitparade)            | 3                  |
| Ukraine (Tophit)                        | 11                 |

### Certification
| Pays                     | Organisme   | Certification |
| ------------------------ | ----------- | ------------- |
| Allemagne (BVMI)         | Or          | 200 000       |
| Australie (ARIA)         | 2 × Platine | 140 000       |
| Autriche (IFPI Austria)  | Or          | 15 000        |
| Belgique (BEA)           | Platine     | 30 000        |
| Danemark (IFPI Danemark) | 2 × Platine | 120 000       |
| Espagne (PROMUSICAE)     | Platine     | 40 000        |
| Italie (FIMI)            | Platine     | 50 000        |
| Norvège (IFPI Norway)    | 3 × Platine | 30 000        |
| Royaume-Uni (BPI)        | Platine     | 600 000       |
| Suède (GLF)              | 6 × Platine | 240 000       |
| Total                    |             | 1 535 000     |